# Расулов, Ага Керим
Ага Керим Расулов (азерб. Ağa Kərim Rəsulov; 1849, Баку, Шемахинская губерния — 1910, Баку) — азербайджанский поэт, ханенде и музыковед XIX века, член литературного общества «Маджмауш-шуара».

## Биография
Ага Керим Расулов родился в Баку в 1849 году. Салик был хорошо известен своим знанием литературы, особенно восточной литературы, классической поэзии и её правил, а также был известным музыковедом. Он получил свое музыкальное образование у Мирзы Саттара Ардебили, который обладал особым талантом как в пении, так и в игре. Ага Керим Салик, усвоивший у своего учителя все правила и тонкости музыки, поднялся до уровня совершенного артиста и был признан известным певцом своего времени.
Современники всегда обращались к нему, когда возникал сложный и спорный вопрос в музыке. Салик особенно прославился созданием меланхоличных мелодий и уголков. Он оказал сильное влияние на некоторых ханенде и музыкантов, живших в то время в Баку.
Ему больше нравились Хумаюнские, Дугахские и Растские дастгяхи, и «не было никого, кто читал бы эти мугамы так, как он». Салик, который «воспитывал и обучал» музыкальному искусству во всех деталях, уделял особое внимание обучению многих певцов и музыкантов.
Известные ханенде, такие как Гаджи Гуси, Садыхджан, Мансур и Сулейман, много раз посещали мероприятия поэта и учились у него.
Ага Керим Салик скончался в Баку в 1910 году.